# 콘티넨털 라이트
콘티넨탈 라이트(영어: Continental Lite)는 콘티넨탈 항공의 자회사이자 미국의 저비용 항공사로 1993년에 설립했으나 노동조합의 취항 거부로 1995년에 파산되었다.

## 같이 보기
- 미국의 없어진 항공사 목록